# Jean Philippe Fenouillas
Jean Philippe Fenouillas, detto Philippe (Bordeaux, 12 ottobre 1830 – Versailles, 22 gennaio 1873), è stato un militare francese.
Fu una personalità della Comune di Parigi.

## Biografia
Commerciante in vini, durante l'assedio di Parigi del 1870 si arruolò nel 206º battaglione della Guardia nazionale e fondò con Lonclas il comitato rivoluzionario di rue d'Aligre. Dopo l'insurrezione del 18 marzo 1871, che istituì la Comune di Parigi, il 23 marzo il Comitato centrale della Guardia lo nominò sindaco di Bercy.
Fu eletto al Consiglio della Comune nelle elezioni complementari del 16 aprile e votò a favore della creazione del Comitato di Salute pubblica. Dopo la Settimana di sangue fu arrestato con l'accusa di aver ordinato perquisizioni in conventi e di aver incendiato la chiesa e il municipio di Bercy. Condannato a morte dalla corte marziale di Versailles il 1º luglio 1872, fu fucilato nel campo militare di Satory il 22 gennaio 1873.